# Gunnar Huseby
Gunnar Huseby (Islandia, 4 de noviembre de 1923-28 de mayo de 1995) fue un atleta islandés especializado en la prueba de lanzamiento de peso, en la que consiguió ser campeón europeo en 1946.

## Carrera deportiva
En el Campeonato Europeo de Atletismo de 1946 ganó la medalla de oro en el lanzamiento de peso, llegando hasta los 15.56 metros, superando al soviético Dmitriy Goryainov (plata con 15.25 metros) y al finlandés Yrjö Lehtilä (bronce con 15.23 metros).